# Hibiscus corditectus
Hibiscus corditectus är en malvaväxtart som beskrevs av Bénédict Pierre Georges Hochreutiner. Hibiscus corditectus ingår i Hibiskussläktet som ingår i familjen malvaväxter. Inga underarter finns listade i Catalogue of Life.